# Wakonda
Wakonda est une municipalité américaine située dans le comté de Clay, dans l'État du Dakota du Sud.
Fondée en 1888, la localité doit son nom à un mot sioux qui signifie « saint », « sacré » ou « merveilleux ».

## Démographie
| 1900 | 1910 | 1920 | 1930 | 1940 | 1950 |
| ---- | ---- | ---- | ---- | ---- | ---- |
| 220  | 326  | 451  | 453  | 451  | 454  |

| 1960 | 1970 | 1980 | 1990 | 2000 | 2010 |
| ---- | ---- | ---- | ---- | ---- | ---- |
| 382  | 290  | 383  | 329  | 374  | 321  |

Selon le recensement de 2010, Wakonda compte 321 habitants. La municipalité s'étend sur 0,39 milles carrés (1,01 km2).